# La Ville-aux-Bois
La Ville-aux-Bois é uma comuna francesa na região administrativa de Grande Leste, no departamento de Aube. Estende-se por uma área de 5,56 km². Em 2010 a comuna tinha 27 habitantes (densidade: 4,9 hab./km²).